# Piotr z Gubbio
Piotr z Gubbio – włoski augustianin. Błogosławiony Kościoła katolickiego.

## Biografia
Piotr z Gubbio pochodził ze szlacheckiego rodu Ghigenzi. Urodził się w pierwszej połowie XIII wieku. Studiował prawo najpierw we Włoszech, a następnie w Paryżu. W Paryżu pracował jako adwokat. Mniej więcej w wieku czterdziestu lat dołączył do augustianów ze swojego rodzinnego miasta, którzy przybyli do Gubbio z pustelni Brettino (Fano). We wspólnocie odznaczał się żywą religijnością, a jego umiejętności administracyjne spotkały się z uznaniem władz zakonnych. Wkrótce został przeniesiony do Rzymu, gdzie miał siedzibę zarząd zgromadzenia. Tam awansował na wikariusza generalnego. Jako wikariusz został wysłany przez przeora generalnego do klasztorów Francji. W odwiedzanych klasztorach pozostawił głębokie wrażenie swoją gorliwością i świętością życia.
Anonimowy Florentczyk, pisarz z XV wieku, opisuje go jako „człowieka wielkiej cierpliwości i modlitwy, który zakończył swoje życie w pokoju Bożym i jest znany z wielu cudów”
Zmarł gdzieś między 1306 a 1322 rokiem w opinii świętości. Pochowany został w klasztorze św. Augustyna w Gubbio.
Beatyfikowany został przez papieża Piusa IX w 1847 roku. Święto błogosławionego Piotra obchodzi Rodzina Augustyńska 29 października

## Wydarzenia nadprzyrodzone
Według jednej z relacji, krótko po śmierci Piotra miało miejsce niezwykłe wydarzenie. Podczas odprawiania jutrzni usłyszano jak w co drugim wersecie w chór mnichów włącza się głos zmarłego Piotra powtarzając z mnichami Te Dominum confitemur! (Panie, dziękujemy Ci!). Klasztor św. Augustyna w Gubbio ma w swoich archiwach obszerną dokumentacje świadczącą o tym, że jeszcze wiele lat po śmierci słyszano głos błogosławionego wydobywający się z jego grobu. Zeznało tak pod przysięgą wielu wiarygodnych świadków.
Podczas otwarcia grobu, wiele lat po śmierci błogosławionego, znaleziono ciało Piotra, nie tknięte rozkładem w pozycji klęczącej i z rękami złożonymi jakby do modlitwy.
Ciało Piotra, kompletnie zakonserwowane pozostało we wnęce ołtarza głównego kaplicy klasztornej do roku 1957. Wtedy to klasztor nawiedził pożar, który całkowicie zniszczył ołtarz główny.
Ze szczątków błogosławionego ocalało kilka kości, które dziś przechowywane są w mniejszej urnie klasztoru i wystawiane do adoracji w dniu 29 października każdego roku.